# アタナシウス・キルヒャー

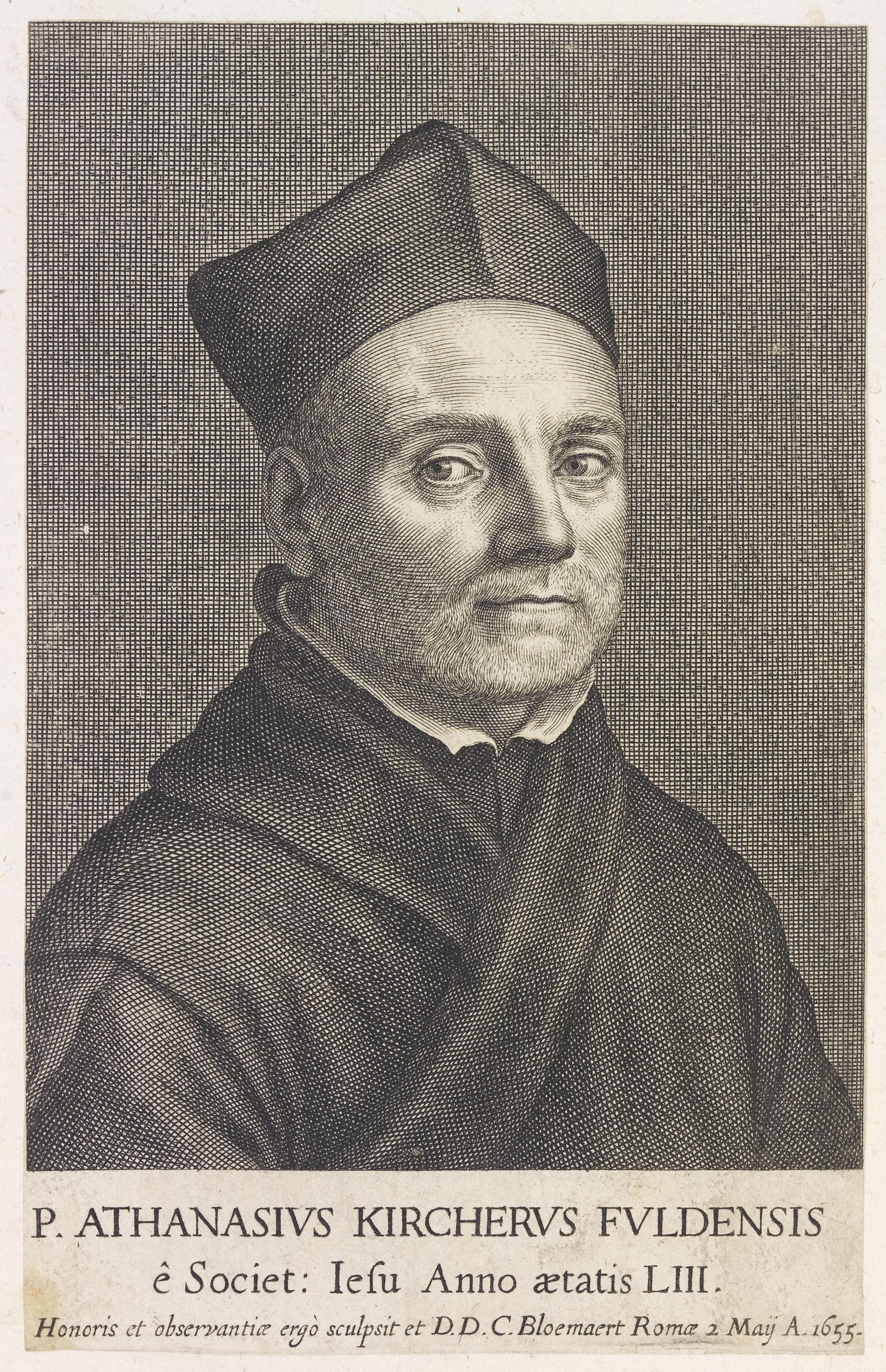
アタナシウス・キルヒャー

アタナシウス・キルヒャー（アタナージウス・キルヒャー、Athanasius Kircher, ラテン語: Athanasius Kircherus Fuldensis, 1602年5月2日 - 1680年11月28日）は、17世紀のドイツ出身の学者、イエズス会司祭。ヒエログリフの科学的研究に取り組んだパイオニアとして有名。当時のヨーロッパの学術界における最高権威であったが、最晩年はルネ・デカルトなどの合理主義の立場から批判にさらされた。その後忘れられていたが、20世紀の後半になって再びその業績の先進性と多彩さが評価されるようになり、「遅れてきたルネサンス人」とも呼ばれるようになった。アリストテレス的方法論を自在に駆使しながら、同時に観察や実験を重視したという点において中世と近代をつないだ学者であるともいえる。

## 生涯・人物
9人兄弟の末子だったアタナシウス・キルヒャーはフルダに近いブコニアのガイザ（現在のテューリンゲン州ヴァルトブルク郡）で生まれた。このためキルヒャーの名前には（名前に出身地をつけるという古代以来の慣習に従って）「ブコニウス」「フルデンシス」などがつくことがある。彼はフルダのイエズス会学校に4年在籍した後で神学生としてイエズス会の門をたたいた。
キルヒャーにとって幸運だったのは、学校に通いながら個人的にラビからヘブライ語を習った経験があることだった。司祭になるべくパーダーボルンで哲学と神学を学んでいたアタナシウスだったが、プロテスタント軍の侵攻によって1622年にケルンへ逃れることになった。このとき、凍ったライン川を渡るときに氷が割れて命を落としかけている（アタナシウスは何度か命の危機に瀕している。たとえばハイリゲンシュタットへの旅の途上でプロテスタント兵に捕らえられてつるし首にされかけた）。ハイリゲンシュタットでは数学だけでなくヘブライ語、シリア語を教えた。1628年に司祭に叙階され、ヴュルツブルク大学に移って倫理学と数学、ヘブライ語、シリア語を教えた。ここでアタナシウスはヒエログリフの解明に初めて取り組んでいる。
1631年、アタナシウスの最初の著作『アルス・マグネシア』（磁性研究）が世に出たが、彼自身は三十年戦争の影響でドイツを離れざるを得なくなり、当時アヴィニョンにあった教皇庁立大学へ逃れた。1633年になると、神聖ローマ皇帝によってウィーンへ招かれ、ヨハネス・ケプラーの後継者として宮廷付学者の任命を受けた。しかし、宮廷付学者の地位を狙っていたニコラ＝クロード・ファブリ・ド・ペーレスクの策動によってこの任命が取り消されたため、ローマにとどまって研究を続けることになった。以後、その死までローマで暮らすことになる。彼はイエズス会の最高学府ローマ学院（現在の教皇庁立グレゴリアン大学）で1638年以降の数年間オリエントの諸語を教えた。講義から解放されると、彼はマラリアと伝染病の研究に取り組んだ。同時に古代の遺物の収集に熱中し、やがて自宅を「キルヒャー博物館（Kircherian Museum）」として公開できるほどのコレクションができた。
1661年、考古学に関心を持っていたアタナシウスはコンスタンティヌス帝が、聖エウスタキウスが幻を見た場所に立てたと伝えられていた伝説の教会堂の遺跡を発見。資金を集めてそこに記念聖堂を再建した。この聖堂には死後、彼の心臓が納められた。

## 業績

Latium, 1671

アタナシウス・キルヒャーは特定のカテゴリーにとらわれず、広範な分野で多くの著作を残している。たとえばエジプト学、地理学、音楽理論などである。彼の幅広い学際的なアプローチは、現代の学者から見れば戸惑いすら覚えるものである。たとえば彼の『磁性研究』は本来磁性の話なのだが、重力や愛にまで話題が広がっている。アタナシウスのもっともよく知られている著作は『エディプス・エジプティアクス』である。同書はエジプト研究および比較宗教学に関する広範な著作である。彼の著作は学術語、当時の国際語であるラテン語で書かれ、多くの読者を得ていた。

### エジプト研究
アタナシウスは当時のヨーロッパでもっとも優れた古代エジプト研究者であった。彼の提示した説の中には誤っていたものもあるが、それを差し引いても学術的エジプト研究のパイオニアという地位は揺るがない。彼がエジプト研究に入るきっかけとなったのは1628年にシュパイアーの図書館でヒエログリフのコレクションを見たことであった。1633年になってコプト語を学ぶと、初のコプト語の文法書『プロドロムス・コプトゥス・シヴェ・エジプティアクス』を1636年に出版している。1643年に出版された『リングア・エジプティアカ・レスティトゥタ』ではコプト語が古代エジプト語の発展した形であることを述べ、ヒエラティックとヒエログリフの関係も指摘している。
『エディプス・エジプティアクス』の中でアタナシウスは古代エジプト語が人祖アダムによって使われていた言葉であり、ヘルメス・トリスメギストスはモーセと同一人物であると推測している。そしてヒエログリフは文字ではなくオカルト的な記号であると結論づけた。このような間違った結論からアタナシウスの「翻訳」は荒唐無稽なものとなった。たとえば彼は、あるヒエログリフを「テュポーンの背信行為はイシスの王権を終焉させ、空気中の水蒸気はアヌビスによって守られる」と読んでいるが、実際には「オシリスは言う」という簡単な1句にすぎなかった。
アタナシウスのヒエログリフ解読の試みは失敗に終わったが、科学的ヒエログリフ解読の嚆矢となった。また、アタナシウスの収集した膨大なヒエログリフ関係の資料は後にジャン＝フランソワ・シャンポリオンの手にわたり、ヒエログリフの解読成功に貢献している。アタナシウス自身も後にヒエログリフはなんらかのアルファベットであるという結論に達し、（見当違いではあったが）具体的にギリシア語のアルファベットとヒエログリフを対応させてみている。ただし、今日における彼の評価は、ヒエログリフ解読を絵文字の一種という間違った認識で方向付けたため、イェール大学のマイケル・コウが言う「解読を2世紀遅らせた人物」というものが多い。

### 中国学

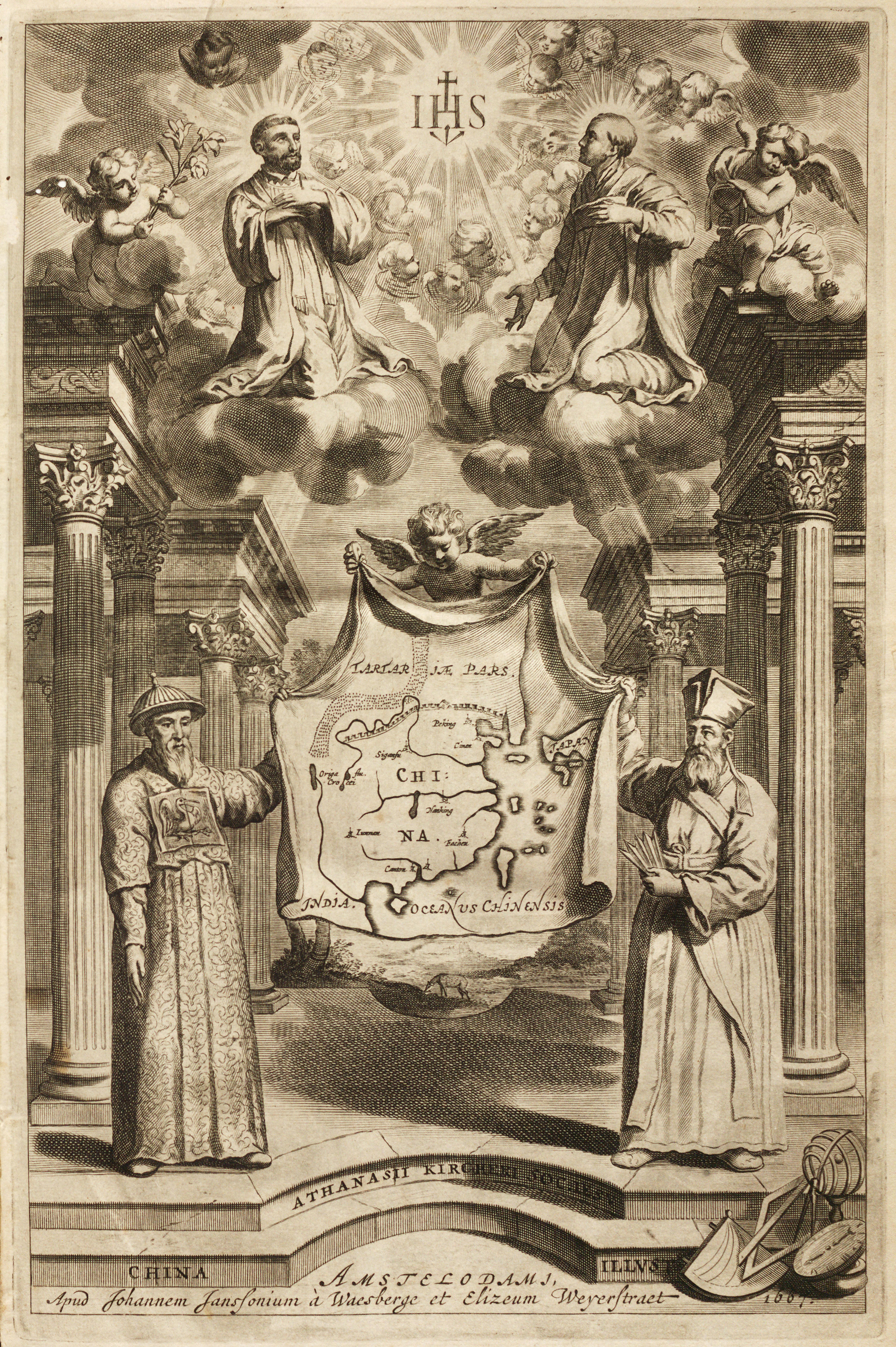
『中国図説』扉絵。マテオ・リッチとアダム・シャールが中国の地図を持つ。上はフランシスコ・ザビエルとイグナチウス・ロヨラ

アタナシウス・キルヒャーはヨーロッパにおける中国研究の第一人者でもある。1629年には長上に宣教師として中国に行きたいという希望を出している。中国に行くことができなかったため、ヨハン・グリューバーら中国に赴いたイエズス会宣教師たちの報告や研究所を徹底的に読み込んで分析した。彼の記した『チナ・モヌメンティス』（『中国図説』）は中国地図を含む本格的な中国事典であるが、事実と想像の部分がごちゃ混ぜになっている。たとえばキリスト教と中国の関係を記す中で、古代のネストリウス派が中国に流入していたというのは正しいが、中国人が旧約聖書のハムの子孫であるとか、漢字はヒエログリフが崩れたものであるとか、孔子はモーセ（ヘルメス・トリスメギストス）のことであるというような主張は完全に誤ったものであった。
著作の中でアタナシウスは、表意文字はヒエログリフに劣ると考えている。なぜなら彼が漢字は特定の概念しか表さないが、ヒエログリフはさまざまな複雑な概念を表現していると考えたからである。さらにマヤやアステカの文字は絵文字であって物体しか表すことができないため、漢字よりも劣るとしている。ウンベルト・エーコはこのようなアタナシウスの考え方を当時のヨーロッパ人の中国人観およびアメリカの先住民観を反映しているとみた。つまり中国人というのはアメリカの先住民のように征服してもかまわない野蛮人ではなく、ヨーロッパ文明の本流から離れてしまってはいるが、依然として高度な文明を持ち、ヨーロッパへと回帰する可能性のある民族だという考え方である。

### 地質学
1638年、アタナシウスは地球内部の構造を調査するために南イタリアへ赴き、ヴェスヴィオ火山に登って噴火口を調査している。またメッシーナ海峡では地底から聞こえる不思議な音に興味を引かれている。一連の地質学研究は1664年に出版した『ムンドゥス・スブテラネウス』（『地下世界』）にまとめられた。同書の中では潮流の原因は海洋における温度の違う水の動きにあると鋭い考察を行っている。彼は化石についても研究しているが、どうもよくわからなかったようである。というのもアタナシウスの研究していた「化石」には本物の化石と化石でないものが混じっていたため、彼はあるものは自然の力によってでき、あるものは人間が加工したものではないかと考えた。

### 医学
アタナシウスは病理研究に科学的手法を導入したもっとも初期の人物の一人である。1646年には顕微鏡を用いて伝染病の犠牲者の血液を検査している。1658年の『スクリティニウム・ペスティス』（『伝染病研究』）では血液中に「微小生物」を発見したことを述べ、そのような微小生物が病気の原因になっているという説を示している。しかし、彼の観察した「微小生物」は赤血球（あるいは白血球）であったが、考え方自体は間違っていなかった。彼はこの説をもとにした伝染病予防法として、患者の隔離、検疫、患者の衣類の焼却、マスクの使用などをあげている。

### その他
アタナシウスはほかにも磁力で動く時計や楽器を作ったり、音楽理論についての著述もしている。宇宙論に関して彼ははじめ、ニコラウス・コペルニクスの説に反対していたが、その後の研究を経て可能性の一つとしてコペルニクスのモデルも支持するようになった。1663年の『ポリグラフィア・ノヴァ』では人工国際言語の可能性についても言及している。1666年、アタナシウスは有名なヴォイニッチ手稿を受け取った。送り主はアタナシウスなら解読できると考えたようである。こうして手稿は1870年の教皇領のイタリア王国への併合までローマ学院に所蔵されていた。

1646年に刊行された『光と影の大いなる術』は幻灯機に関する最古の記述であるため、通説ではキルヒャーが発明者とされているが、現在では既に発明されていた幻灯機の発展に貢献したと見なされている。

## キルヒャーの著作
キルヒャーの主要な著作（年代順）
| 年        | 原題 | 邦題                                                                       | リンク |
| --------- | --- | -------------------------------------------------------------------------- | --- |
| 1631      | Ars Magnesia | 『磁石の術』                                                               | |
| 1635      | Primitiae gnomoniciae catroptricae |                                                                            | |
| 1636      | Prodromus coptus sive aegyptiacus | 『プロドロムス・コプトゥス・シヴェ・エジプティアクス』                     | |
| 1637      | Specula Melitensis encyclica, hoc est syntagma novum instrumentorum physico- mathematicorum                                                  |                                                                            | |
| 1641      | Magnes sive de arte magnetica | 『磁石あるいは磁気の術』                                                   | 1643 edition (second ed.)                                                                                       |
| 1643      | Lingua aegyptiaca restituta | 『リングア・エジプティアカ・レスティトゥタ』（『エジプトの言語の再構築』） | |
| 1645–1646 | Ars Magna Lucis et umbrae | 『光と影の大いなる術』                                                     | 1646 edition |
| 1650      | Obeliscus Pamphilius: hoc est, Interpretatio noua & Hucusque Intentata Obelisci Hieroglyphici                                                |                                                                            | 1650 edition |
| 1650      | Musurgia universalis, sive ars magna consoni et dissoni                                                                                      | 『普遍音楽』                                                               | Volumes I and II, 1650 邦訳 工作舎 2013 ISBN 978-4-87502-450-7                                                  |
| 1652–1655 | Oedipus Aegyptiacus | 『エジプトのオイディプス』                                                 | |
| 1654      | Magnes sive de arte magnetica (third, expanded edition)                                                                                      |                                                                            | 1654 edition |
| 1656      | Itinerarium extaticum s. opificium coeleste                                                                                                  | 『忘我の旅』                                                               | |
| 1657      | Iter extaticum secundum, mundi subterranei prodromus                                                                                         | 『続・忘我の旅』                                                           | |
| 1658      | Scrutinium Physico-Medicum Contagiosae Luis, quae dicitur Pestis                                                                             | 『伝染病研究』                                                             | |
| 1660      | Iter extaticum coeleste |                                                                            | 1660 edition |
| 1660      | Pantometrum Kircherianum ... explicatum a G. Schotto                                                                                         |                                                                            | |
| 1661      | Diatribe de prodigiosis crucibus |                                                                            | |
| 1663      | Polygraphia, seu artificium linguarium quo cum omnibus mundi populis poterit quis respondere                                                 | 『ポリグラフィア』                                                         | |
| 1664–1678 | Mundus subterraneus, quo universae denique naturae divitiae                                                                                  | 『地下世界』                                                               | Tomus II , 1678                                                                                                 |
| 1665      | Historia Eustachio-Mariana |                                                                            | 1665 edition |
| 1665      | Arithmologia sive De abditis numerorum mysterijs                                                                                             |                                                                            | 1665 edition |
| 1666      | Obelisci Aegyptiaci ... interpretatio hieroglyphica                                                                                          | 『エジプトのオベリスク－ヒエログリフ解釈』                                 | |
| 1667      | China monumentis, qua sacris qua profanis, nec non variis naturae and artis spectaculis, aliarumque rerum memorabilium argumentis illustrata |                                                                            | Latin edition (1667) (pages with illustrations only); La Chine, 1670 (French, 1670); Modern English translation |
| 1667      | Magneticum naturae regnum sive disceptatio physiologica                                                                                      |                                                                            | 1667 edition |
| 1668      | Organum mathematicum |                                                                            | |
| 1669      | Principis Cristiani archetypon politicum |                                                                            | |
| 1669      | Latium | 『ラティウム』                                                             | 1671 edition |
| 1669      | Ars magna sciendi sive combinatorica |                                                                            | 1669 edition |
| 1673      | Phonurgia nova, sive conjugium mechanico-physicum artis & natvrae paranympha phonosophia concinnatum                                         |                                                                            | |
| 1675      | Arca Noe |                                                                            | |
| 1676      | Sphinx mystagoga: sive Diatribe hieroglyphica, qua Mumiae, ex Memphiticis Pyramidum Adytis Erutae…                                           |                                                                            | 1676 edition |
| 1676      | Obelisci Aegyptiaci | 『エジプトのオベリスク』                                                   | |
| 1679      | Musaeum Collegii Romani Societatis Jesu |                                                                            | |
| 1679      | Turris Babel sive Archontologia | 『バベルの塔』                                                             | 1679 edition |
| 1679      | Tariffa Kircheriana sive mensa Pythagorica expansa                                                                                           |                                                                            | 1679 edition |
| 1680      | Physiologia Kicheriana experimentalis |                                                                            | 1680 edition |

## 影響
アタナシウス・キルヒャーは当時のヨーロッパ全域で高い評価を受けており、学会の最高権威であった。歴史学者のポーラ・フィンドレンは彼が「国際的評価を受けた最初の学者」であるという。アタナシウスが幅広い分野で多くの業績を残せた一つの理由は、すぐれた研究者の多かったイエズス会員たちによる研究を参照し、統合できたことや、世界中のイエズス会宣教師の報告をローマでまとめることができたことにあった。アタナシウスの研究には神話や伝説といった事柄が混じっていたため、晩年になってルネ・デカルトを筆頭とする合理主義者たちから厳しく批判されることになった。
その後、アタナシウスは長らく忘れ去られていたが、20世紀の後半になってようやくその業績が再評価されるようになった。（しかし、いまだに彼のラテン語著作の多くは翻訳されていない。）キルヒャーの科学的研究は現代のレベルから見ればお粗末なものであるため、どちらかというと見当違いだった研究の部分だけが大げさに紹介されることが多いが、その研究には正確なものが多かったことは忘れてはならない。また、その業績の広さ、先見性や観察力の鋭さは更なる評価を受けてしかるべきものである。

## 参考書籍
- ジョスリン・ゴドウィン（英語版）著、川島昭夫訳、『キルヒャーの世界図鑑』、工作舎 　ISBN 4-87502-115-1
- 吉田寛「アタナシウス・キルヒャーと音楽の国民様式論」、国立音楽大学大学院編『音樂研究』、第15輯（2003年）
- Paula Findlen（英語版）: Athanasius Kircher: The Last Man Who Knew Everything. New York, Routledge, 2004. ISBN 0-415-94016-8.
- ジャン＝ピエール・ティオレ, Je m'appelle Byblos, H&D, 2005, 254.  ISBN 2 914 266 04 9
- 山田敏弘 『ジオコスモスの変容：デカルトからライプニッツまでの地球論』（勁草書房、2017年）、第3章